# Capnodistes esox
Capnodistes esox är en insektsart som beskrevs av Gustav Breddin 1903. Capnodistes esox ingår i släktet Capnodistes och familjen spottstritar. Inga underarter finns listade i Catalogue of Life.